# Trude Gundersen
Trude Gundersen (n. 6 iunie 1977, Bergen, Norvegia) este o sportivă ce a reprezentat Norvegia, medaliată olimpică. A participat la o ediție a Jocurilor Olimpice (2000) în care a câștigat o medalie de argint.

## Participări
Lista de mai jos prezintă principalele competiții la care a participat Trude Gundersen de-a lungul carierei.
- taekwondo at the 2000 Summer Olympics – women's 67 kg[*]